# زیردریایی کلاس چلنجر
زیردریایی کلاس چلنجر (به انگلیسی: Challenger-class submarine) یک کلاس از زیردریایی است که طول آن ۵۰ متر (۱۶۴ فوت ۱ اینچ) می‌باشد.